# Contra el libelo de Calvino
Contra el libelo de Calvino, o en su forma extensa, Contra el libelo de Calvino en el que pretende demostrar que los herejes deben ser coaccionados por el derecho de la espada (en latín: Contra libellum Calvini in quo ostendere conatur haereticos jure gladii coercendos esse), es un tratado teológico en forma de diálogo escrito por Sebastián Castellion en junio de 1554 y publicado póstumamente en 1612.
Castellion se presenta como oponente de Juan Calvino y ataca la persecución de las personas percibidas como herejes. En él, defiende la libertad religiosa. La obra es famosa por ser la fuente de la cita más conocida de Castellion: «Matar a un hombre no es defender una doctrina, es matar a un hombre». 

## Contexto
Castellio fue un teólogo humanista que comenzó su carrera en Estrasburgo y Lyon, y luego se trasladó a Ginebra para ayudar a Juan Calvino. Desilusionado rápidamente por la naciente teocracia, se volvió cada vez más crítico con el gobierno de Calvino, llegando a trasladarse a Basilea. Esta oposición alcanzó su punto álgido con la ejecución de Miguel Servet, un teólogo percibido como heterodoxo, que fue quemado en la hoguera en Ginebra por sus ideas religiosas. Las críticas a Calvino fueron enormes y para justificarse escribió "Defensa de la verdadera fe y de la Trinidad frente a los errores terribles de Servet", una de sus peores obras, el propio Calvino reconoce que la escribió de forma apresurada. Para denunciar ese asesinato Castellio escribe esta obra para denunciar a Calvino.

## Contenido
A principios de la obra Castellio dice la finalidad de su obra: 

El 27 de octubre de pasado año, 1553, el español Miguel Servet fue quemado en Ginebra a causa de sus convicciones religiosas y a instancias de Calvino, pastor de esa iglesia. Esa ejecución provocó muchas protestas, especialmente en Italia y Francia, y como respuesta a esas quejas Calvino acaba de publicar un libro que, según todos los indicios, es hábilmente tendencioso y que tiene como objetivo justificarle por haber combatido a Servet y, sobre todo, demostrar que merecía la pena de muerte. Quiero someter este libro a un examen crítico.

A continuación transcribe todo el libro de Calvino, palabra por palabra, para que nadie pueda decir que de algún modo ha falseado o modificado la opinión de Calvino.
Durante el examen transcribe una página del libro más famoso de Calvino, Institución de la religión cristiana. En la primera edición del libro se dice que "Es un delito matar a los herejes. Mandar eliminarlo a hierro y fuego significa negar todo el principio de humanidad"; en la segunda edición esa frase es modificada. Castellio escribe "Que todo el mundo compare ahora esa primera declaración de Calvino con sus escritos y acciones de hoy en día y verá que su presente y su pasado son tan distintos como la noche y el día."
Durante el atento examen de la obra de Calvino, Castellio llega a las siguientes conclusiones: 1- Miguel Servet ha cometido un delito espiritual, no temporal. 2- El hecho de apartarse de la interpretación vigente en materia teológica no puede ser un delito común. 3- Aún en el caso de que hubiera sido un delito no debería habérsele castigado con la pena de muerte. 
Cuando Calvino intenta apoyarse en la ley de Moisés que defiende exterminar a los falsos creyentes, Castellio responde con pasajes del Evangelio, la nueva ley que sustituye a la vieja ley de Moisés, e increpa brillantemente "¿Vas a decir que ha sido Cristo quien te ha enseñado a quemar hombres"?
La frase más famosa de este escrito, cuyas palabras han pasado a formar parte de la cultura occidental, es:
Institución de la religión cristiana

Matar a un hombre no es defender una doctrina, sino matar a un hombre. Cuando los ginebrinos ejecutaron a Servet no defendieron una doctrina, sacrificaron un hombre. Y no se hace profesión de la propia fe quemando a otro hombre, sino únicamente dejándose quemar uno mismo por esa fe.

## Repercusión
Calvino y sus secuaces evitaron su publicación. No fue hasta 1612, ya muerto Castellio, cuando finalmente pudo publicarse.
El texto se considera uno de los primeros escritos a favor la cuestión de la tolerancia religiosa.

La traducción al español de "Contra el libelo de Calvino" se titula "Contra el libelo de Calvino: primera traducción al español". Fue publicada por el Instituto de Estudios Sijenenses Miguel Servet en 2009 y traducida por Joaquín Fernández Cacho.
En 1936, Stefan Zweig publicó Castellio contra Calvino, una biografía de Castellio donde le rindió un sentido homenaje y en ella escribió: "Rara vez se ha escrito una polémica tan decisiva contra un déspota espiritual, y probablemente una con tan intensa pasión como el Contra libellum Calvino de Castellio".